# Honorine de Graville
Pour les articles homonymes, voir Sainte-Honorine et Honorine (homonymie).
Honorine de Graville est une martyre chrétienne du début du IVe siècle. Son histoire est fortement assimilée à celle de sainte Dorothée, martyrisée à Lillebonne vers 303,. 
Sa fête est célébrée le 27 février.

## Biographie
Certains auteurs localisent Honorine dans le pays d'Auge (diocèse de Bayeux) comme en témoignent les nombreux villages qui portent son nom. D'autres la situent dans le pays de Caux, car c'est à Graville que se trouve son tombeau.
Sainte Honorine aurait fait partie du peuple gaulois des Calètes et aurait été martyrisée à Lillebonne (Juliobonna). Son corps jeté dans la Seine aurait dérivé jusqu’à Graville, aujourd’hui dans la banlieue du Havre (Seine-Maritime) où il aurait été recueilli et inhumé au début du ive siècle.

## Culte des reliques
Des chrétiens construisirent sur son tombeau une chapelle. En 876, pour échapper aux invasions normandes, ses reliques furent transportées par des religieux jusqu'au castrum de Conflans-Sainte-Honorine près du confluent de la Seine et de l'Oise. Elles y restèrent la paix revenue. Un pèlerinage régional, le jour de l'Ascension, se développa sous l'impulsion des moines du prieuré de Conflans, dépendant de l'abbaye Notre-Dame du Bec, installés depuis 1080. Il a lieu de nos jours le dimanche précédant ou suivant le 27 février.
C’est le début de la dévotion à sainte Honorine à Conflans où de nombreux miracles se produisent. Des prisonniers libérés par l’intercession de sainte Honorine viennent apporter leurs chaînes en ex-voto. L’une d’entre elles a traversé les siècles et est normalement suspendue dans l’église paroissiale.
En 1080, le seigneur de Conflans fait venir des moines bénédictins de l’abbaye normande du Bec-Hellouin (Eure). Ils y fondent un prieuré (à l’emplacement du parc municipal actuel, dit « parc du Prieuré ») qui est consacré le 21 juin 1086 par l’abbé du Bec-Hellouin, saint Anselme, qui sera plus tard archevêque de Cantorbéry et déclaré Docteur de l’Église. Les reliques sont portées en procession dans la nouvelle église du monastère et saint Anselme opère un miracle au cours de cette translation. Depuis, pour commémorer cet événement et vénérer la sainte, une procession a lieu tous les ans à Conflans.

## La sainte Honorine, fête patronale de Conflans

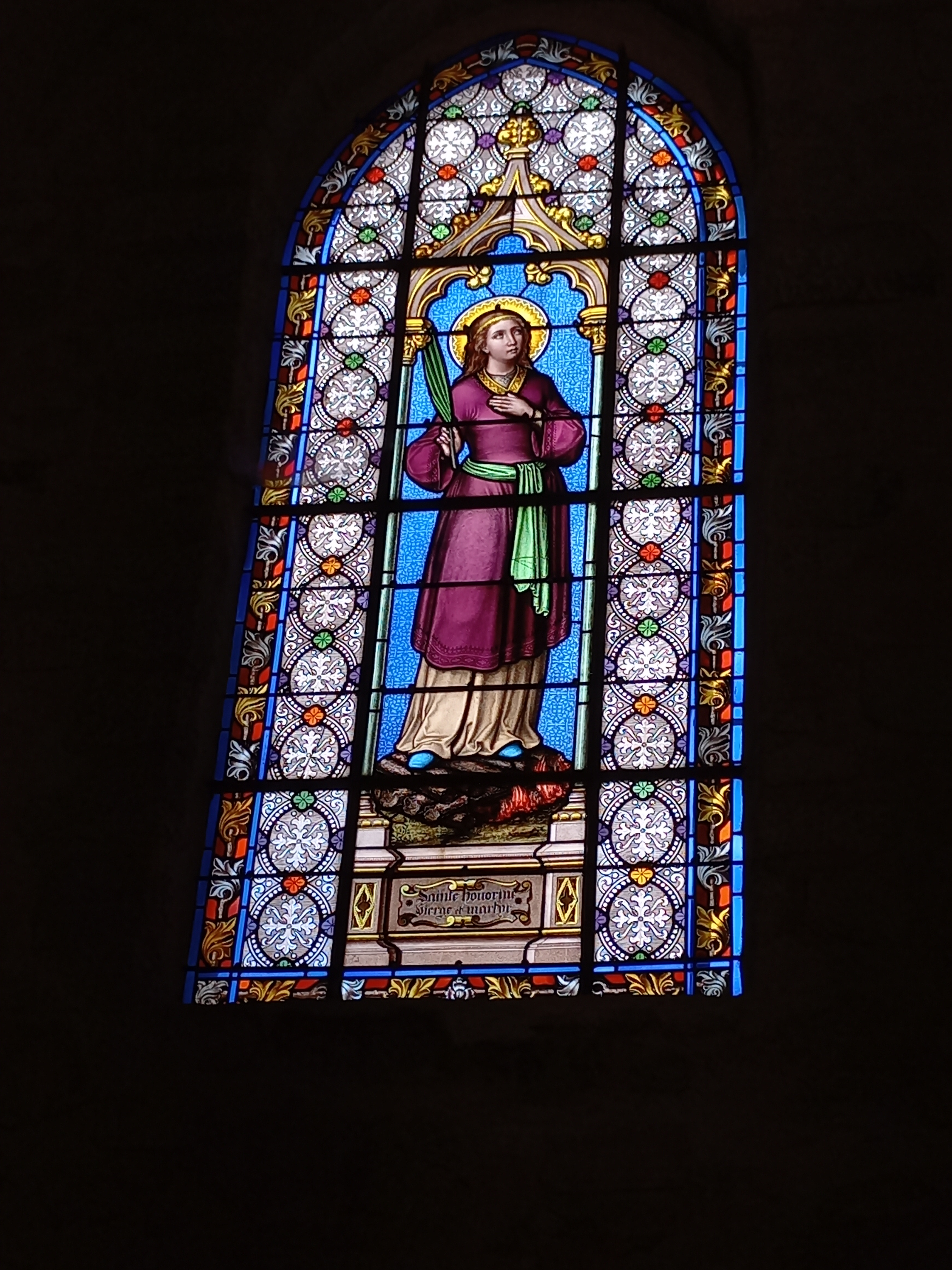
Vitrail de la sainte, église Saint-Maclou de Conflans-Sainte-Honorine.

L'Église catholique romaine fête cette vierge et martyre le 27 février. Aujourd’hui fixée au dimanche précédant ou suivant le 27 février (jour de sa fête), la procession, au Moyen Âge, avait lieu à l’Ascension. La châsse contenant quelques fragments du corps de la sainte était portée à travers les rues du village... d’où le nom de rue de la Procession donné à une petite rue du Conflans ancien. À la demande des habitants, la fête de sainte Honorine (27 février) devint chômée à Conflans à partir de 1538. Pendant la Révolution, les catholiques résistèrent courageusement et cachèrent les reliques pour les soustraire aux risques de profanation. Le 27 février 1801, jour de la fête de sainte Honorine, elles firent leur entrée solennelle dans l’église paroissiale Saint-Maclou. Selon une autre version, les reliques, nettoyées et reconnues, auraient été placées dans l'église Saint-Maclou le 20 décembre 1800, dans un nouveau reliquaire. L'actuel a été exécuté entre 1856 et 1860. L'abbé Lefèvre, curé de 1856 à 1871, fit agrandir et embellir l'ex-chapelle Saint-Nicolas. Elle devint la chapelle Sainte-Honorine. En reconnaissance de grâces obtenues, des pèlerins y firent apposer des ex-voto ; ils sont momentanément mis à l'abri à cause des travaux.
De nos jours, une solennisation a lieu, depuis 2005, par les soins de M. le curé de Conflans et de ses vicaires, dans l'église Saint-Maclou. Ainsi, les paroissiens peuvent à nouveau, après une longue interruption de près de 40 ans, honorer plus particulièrement ce dimanche-là les reliques d'Honorine. Le reliquaire est alors exposé, pour le moment et à cause des travaux, devant l'autel placé provisoirement sous la dernière travée de la nef. Une procession a lieu dans l'église. Par contre, la procession des catholiques traditionalistes se forme ensuite après leur messe dominicale, vers midi, depuis la chapelle Sainte-Honorine, située rue des Fromenteaux face à la mairie. Elle remonte cette même rue ou la rue Sainte-Honorine. En tête, la croix de procession est portée par un jeune clerc. Une des  statues de sainte Honorine, qui repose habituellement dans la chapelle Sainte-Honorine de la rue des Fromenteaux, est aussi portée par de vigoureux servants d'autel.
En face de l’église paroissiale se trouve une maison avec une niche d’angle au premier étage contenant une statue en pierre de sainte Honorine érigée là en 1987 à l’initiative du père Jean Duvallet, alors aumônier national de la Batellerie. Cette statue fut apportée par des bateliers depuis le quai. Avant d'être installée, avec quelque difficulté (trop haute pour la niche, le socle dut être retaillé !), des discours du père Duvallet, du père Gaubert, curé de Conflans et du maire, Michel Rocard, rappelèrent l'exemple d'Honorine et l'attachement des Conflanais à leur sainte patronne. Tous les ans, la procession y fait une halte et le cantique à sainte Honorine y est entonné par les pèlerins.
Composé vers 1875 sur des paroles de l'abbé Vallet, curé de Conflans et une musique de l'abbé Petit, ce cantique raconte sur un air original en un refrain et quinze couplets l’histoire de sainte Honorine. 
Le refrain en est le suivant :
« Sainte Honorine, l’espérance

Des captifs et des matelots,

Obtenez-nous la délivrance

De nos périls et de nos maux. »
Le couplet demande à sainte Honorine sa protection : 
« Par vos bontés, que notre foi s’accroisse

Au tentateur nous saurons dire : « non ! »

De ce Conflans qui garde votre nom,

Contre tout mal, protégez la paroisse ! »

D'autres cantiques viendront en 1921 puis en 1987. Une messe complète sera exécutée en son honneur en 2006 par le chœur mixte du Confluent.
Après le chant du cantique, la procession reprend son cours, se dirige vers l’église Saint-Maclou et, de là, retourne à la chapelle Sainte-Honorine pour clore le pèlerinage, presque ininterrompu depuis les Xe-XIe siècles.